# Gnidia ericoides
Gnidia ericoides är en tibastväxtart som beskrevs av Charles Henry Wright. Gnidia ericoides ingår i släktet Gnidia och familjen tibastväxter. Inga underarter finns listade i Catalogue of Life.